# Centralny Zarząd Handlu Artykułami Kolonialnymi i Delikatesami
Centralny Zarząd Handlu Artykułami Kolonialnymi i Delikatesami – jednostka organizacyjna Ministra Handlu Wewnętrznego istniejąca w latach 1952–1972, powstała w celu prawidłowego zorganizowania handlu artykułami kolonialnymi i delikatesami oraz stworzenia w miastach sieci wyspecjalizowanych sklepów wzorcowych tej branży na poziomie, odpowiadającym wzrastającym wymaganiom i potrzebom ludności w zakresie jakości i asortymentu towarów, sposobu obsługi i estetyki, jak również popularyzowania spożycia nowych artykułów i gatunków towarów.   

## Powołanie Centralnego Zarządu
Na podstawie uchwały Prezydium Rządu z 1952 r. w sprawie utworzenia w Ministerstwie Handlu Wewnętrznego Centralnego Zarządu Handlu Artykułami Kolonialnymi i Delikatesami ustanowiono Centralny Zarząd. Powołanie Centralnego Zarządu pozostawało w  ścisłym związku z uchwałą Prezydium Rządu z 1950 r. w sprawie włączenia w skład ministerstw centralnych zarządów
Nadzór nad Centralnym Zarządem sprawował Minister Handlu Wewnętrznego.

## Przedmiot działania Centralnego Zarządu
Przedmiotem działania Centralnego Zarządu był nadzór, koordynacja i ogólne kierownictwo podległych przedsiębiorstw utworzonych odrębnymi zarządzeniami Ministra Handlu Wewnętrznego przedsiębiorstw państwowych prowadzących handel artykułami kolonialnymi, delikatesami oraz półfabrykatami mięsnymi i rybami.
W szczególności do zadań Centralnego Zarządu należało:
- opracowywanie zbiorczych planów działalności podległych przedsiębiorstw oraz nadzór nad ich wykonaniem,
- opracowywanie zasad organizacji i techniki handlu obrotu towarowego artykułami kolonialnymi i delikatesami,
- dbanie o stały postęp w zakresie techniki handlu, obsługi konsumenta i o racjonalizacji,
- wzajemna koordynacja działalności przedsiębiorstw, zwłaszcza w zakresie zaopatrzenia,
- prowadzenie analizy rynku w zakresie asortymentu, jakości towarów i ceny,
- nadzór i koordynacja gospodarki finansowej,
- regulowanie zagadnień pracy i płac,
- opracowanie norm i instrukcji organizacyjnych,
- planowanie inwestycji i remontów oraz nadzór nad ich wykonaniem celem zapewnienia odpowiedniego poziomu obsługi konsumentów, estetyki i reklamy,
- nadzór nad konserwacją urządzeń i sprzętu,
- nadzór nad eksploatacją majątku  przydzielonego przedsiębiorstwo.

## Zniesienie Centralnego Zarządu
Na podstawie uchwały Rady Ministrów z 1972 r. w sprawie utraty mocy obowiązującej niektórych uchwał Rady Ministrów, Prezydium Rządu, Komitetu Ekonomicznego Rady Ministrów i Komitetu Ministrów do Spraw Kultury, ogłoszonych w Monitorze Polskim zlikwidowano Centralny Zarząd.